# Federaal Departement van Binnenlandse Zaken
Het Federaal Departement van Binnenlandse Zaken (Duits: Eidgenössisches Departement des Innern (EDI), Frans: Département fédéral de l'intérieur (DFI), Italiaans: Dipartimento federale dell'interno (DFI)) is een van de zeven federale departementen in Zwitserland. Tot de bevoegdheden van dit departement behoren onder meer volksgezondheid, sociale zaken, cultuur, statistiek en gendergelijkheid.
Het huidige hoofd van het Federaal Departement van Binnenlandse Zaken is Bondsraadlid Alain Berset.

## Benaming
Sinds de oprichting van het departement in 1848 kende het volgende benamingen:
| Periode    | Benaming                                    |
| ---------- | ------------------------------------------- |
| 1848-1979  | Departement van Binnenlandse Zaken          |
| 1979-heden | Federaal Departement van Binnenlandse Zaken |

## Departementshoofden
De volgende leden van de Bondsraad waren hoofd van het Federaal Departement van Binnenlandse Zaken:
| Periode   | Hoofd                        |
| --------- | ---------------------------- |
| 1848-1857 | Stefano Franscini            |
| 1857-1863 | Giovanni Battista Pioda      |
| 1864      | Karl Schenk                  |
| 1865      | Jakob Dubs                   |
| 1866-1870 | Karl Schenk                  |
| 1871-1872 | Jakob Dubs                   |
| 1872-1873 | Karl Schenk                  |
| 1874-1875 | Melchior Josef Martin Knüsel |
| 1876-1878 | Numa Droz                    |
| 1879-1884 | Karl Schenk                  |
| 1885      | Adolf Deucher                |
| 1886-1895 | Karl Schenk                  |
| 1895-1897 | Eugène Ruffy                 |
| 1898-1899 | Adrien Lachenal              |
| 1900-1903 | Marc-Emile Ruchet            |
| 1904-1905 | Ludwig Forrer                |
| 1906-1910 | Marc-Emile Ruchet            |
| 1911      | Josef Anton Schobinger       |
| 1912      | Marc-Emile Ruchet            |
| 1912      | Camille Decoppet             |
| 1913      | Louis Perrier                |
| 1913-1917 | Felix-Louis Calonder         |
| 1918-1919 | Gustave Ador                 |
| 1920-1928 | Ernest Chuard                |
| 1929      | Marcel Pilet-Golaz           |
| 1930-1934 | Albert Meyer                 |
| 1934-1959 | Philipp Etter                |
| 1960-1973 | Hans-Peter Tschudi           |
| 1974-1982 | Hans Hürlimann               |
| 1983-1986 | Alphons Egli                 |
| 1987-1993 | Flavio Cotti                 |
| 1993-2002 | Ruth Dreifuss                |
| 2003-2009 | Pascal Couchepin             |
| 2009-2011 | Didier Burkhalter            |
| 2012-2023 | Alain Berset                 |
| 2024-     | Élisabeth Baume-Schneider    |